# With a Little Help from My Friends (음반)
《With a Little Help from My Friends》는 1969년 4월 23일에 발매된 영국의 싱어송라이터 조 코커의 데뷔 음반이다. 미국에서 골드 인증을 받았고 빌보드 200에서 35위로 정점을 찍었다. 영국에서는 1972년 5월에 코커의 두 번째 음반 《Joe Cocker!》와 함께 더블 팩으로 재발매되면서 29위로 차트에 올랐다.

## 배경
이 음반의 타이틀곡은 존 레논과 폴 매카트니에 의해 쓰여졌고 원래 비틀즈가 《Sgt. Pepper's Lonely Hearts Club Band》에서 공연했고, 그래미 명예의 전당과 로큰롤 명예의 전당에 모두 헌액되었다. 코커의 버전은 1980년대와 1990년대 동안 텔레비전 시리즈 《케빈은 열두살》의 주제곡이었다.
2015년, 오디오 피델리티 회사는 코커에게 경의를 표하기 위해 하이브리드 SACD 형식의 한정된 재발행 음반을 발매했다.

## 평가
| 전문가 평가   | 전문가 평가  |
| 평가 점수     | 평가 점수    |
| 출처          | 점수         |
| ------------- | ------------ |
| Allmusic      | [ 2 ]        |
| Rolling Stone | (favourable) |

《With a Little Help from My Friends》는 《롤링 스톤》의 존 멘델슨으로부터 호의적인 평가를 받았다. 멘델슨은 "코커는 레이 찰스의 영향력을 흡수하여 그가 노래하는 것에 대한 그의 감정에 의문을 제기할 수 없을 정도입니다. 그리고 최근 몇 년 동안 찰스가 그런 예외적인 현대적인 소재나 그러한 현대적인 밥 딜런에 자신을 얼마나 많이 적용했는지를 듣기 위해 왜 누군가가 코커의 말을 들어야 하는지에 대한 질문에 대한 대답입니다." 《뉴욕 타임스》에서 로버트 크리스트가우는 다음과 같이 썼다.
지금까지 록 해석의 주요 승리는 《With a Little Help From My Friends》입니다. 코커의 소재는 전통적인 소재로 기울어져 있습니다. 하지만 데니 코델의 작품뿐만 아니라 그의 컨셉과 공연은 항상 대담합니다. 그의 〈Bye Bye Blackbird〉와 〈With a Little Help from My Friends〉는 가벼운 소곡에서 인간이 필요로 하는 통곡으로 완벽하게 성공했고, 그의 버전의 〈Feelin' Alright〉는 스리 도그 나이트보다 좋을 뿐만 아니라 데이브 메이슨과 트래픽의 원작보다 더 좋습니다. 그것이 코커가 영국에서 최고의 가수라는 것을 의미한다면, 믹 재거를 간과하고 그것은 가능성이 있고 심지어 가능성도 있습니다. 그의 목소리는 레이 찰스의 영향을 받아 매우 강하며, 그는 그것을 사용하는 데 아무런 제약이 없습니다. 그의 모든 억제는 사실보다 먼저 각 트랙에 들어간 엄청난 주의에서 비롯되었습니다. 록에 대한 코커의 애정은 독특하게 개인화된 것입니다. 그는 거칠고 천박하며, 어쩌면 지나치게 자기중심적일지도 모르지만, 그의 꾸준한 힘은 그의 과도함을 바로잡아 줍니다. 그는 재니스 조플린이 그녀의 방식에 있는 것처럼 그의 방식이 좋은 남성 록 통역사 중 최고입니다.

## 곡 목록
| #  | 제목                  | 작사·작곡                | 재생 시간 |
| -- | --------------------- | ------------------------ | --------- |
| 1. | 〈Feelin' Alright〉   | 데이브 메이슨            | 4:12      |
| 2. | 〈Bye Bye Blackbird〉 | 레이 헨더슨, 모트 딕슨   | 3:28      |
| 3. | 〈Change in Louise〉  | 조 코커, 크리스 스테인턴 | 3:22      |
| 4. | 〈Marjorine〉         | 코커, 스테인턴           | 2:38      |
| 5. | 〈Just Like a Woman〉 | 밥 딜런                  | 5:18      |

| #   | 제목                                   | 작사·작곡                             | 재생 시간 |
| --- | -------------------------------------- | ------------------------------------- | --------- |
| 6.  | 〈Do I Still Figure in Your Life?〉    | 피트 델로                             | 3:59      |
| 7.  | 〈Sandpaper Cadillac〉                 | 코커, 스테인턴                        | 3:18      |
| 8.  | 〈Don't Let Me Be Misunderstood〉      | 호레이스 오트, 솔 마커스, 베니 벤저민 | 4:41      |
| 9.  | 〈With a Little Help from My Friends〉 | 존 레논, 폴 매카트니                  | 5:08      |
| 10. | 〈I Shall Be Released〉                | 딜런                                  | 4:36      |

## 인증
| 국가                       | 인증 | 판매량/출하량 |
| -------------------------- | ---- | ------------- |
| 미국 (RIAA)                | 골드 | 500,000^      |
| ^출하량을 기반으로 한 인증 |      |               |